# Myrsine cruciata
Myrsine cruciata là một loài thực vật có hoa trong họ Anh thảo. Loài này được (Philipson) Pipoly mô tả khoa học đầu tiên năm 1997.